# Anthemis cotula
Anthemis cotula là một loài thực vật có hoa trong họ Cúc. Loài này được Linnaeus mô tả khoa học đầu tiên năm 1753.